# Caitriona Balfe
Caitriona Balfe of Caitríona Balfe (IPA: kəˈtriːnə ˈbælf, Dublin, 4 oktober 1979) is een Iers actrice en model. Ze is vooral bekend door haar rol van Claire Beauchamp Randall/Fraser in de tv-serie Outlander.

## Biografie
Caitriona Balfe werd geboren in 1979 te Dublin. In 1999, terwijl ze in Dublin theater studeerde, begon Balfe als model in Parijs te werken. Ze is het voormalige gezicht van H&M en werkte veel voor onder andere Dolce & Gabbana, Chanel en Marc Jacobs. Na tien jaar modellenwerk keerde ze terug naar het acteren. Balfe was te zien in films als Super 8, Now You See Me en Escape Plan.
In september 2013 werd Balfe uitverkoren voor de rol van Claire Beauchamp Randall/Fraser in de televisieserie Outlander, gebaseerd op de boeken van Diana Gabaldon. De serie begon in augustus 2014 en was in Nederland te zien op de zenders HBO en Netflix.
In 2019 speelde ze mee in de film Ford v Ferrari als Mollie Miles. Ook sprak Balfe in 2019 de stem in van Tavra in de serie The Dark Crystal: Age of Resistance.
In augustus 2019 is Balfe gehuwd met producent Tony McGill. Ze maakte op  18 augustus 2021 bekend moeder te zijn geworden van een zoontje.